# Schlacht bei Satala (297)
Mesiche – Edessa – Satala – Maranga – Dara – Melitene – Solachon – Jerusalem – Konstantinopel – Ninive
In der Schlacht bei Satala besiegten die Römer Ende des 3. Jahrhunderts (297 oder 298) unter dem Caesar Galerius ein sasanidisches Heer unter ihrem Großkönig Narseh vernichtend. Im Frieden von Nisibis mussten die Sasaniden großzügige Zugeständnisse machen, die erst Schapur II. im Frieden von 363 revidieren konnte.

## Vorgeschichte
Siehe auch: Römisch-Persische Kriege
Nach Beendigung der Thronwirren, die nach dem Tod von Bahram II. ausgebrochen waren, fühlte sich der sasanidische Großkönig Narseh in der Lage, gegenüber Rom die Großmachtpolitik, die sein Vater Schapur I. bzw. dessen Vorgänger Ardaschir I. betrieben hatten, wiederaufzunehmen. Eine günstige Gelegenheit fand er, als er die Hauptkräfte des Kaisers Diokletian in Ägypten, wo sich Domitius Domitianus zum Gegenkaiser ausgerufen hatte, gebunden sah. Im Herbst 296 fiel er in Armenien ein und vertrieb den dort von den Römern installierten Regenten, Trdat III. Dann überquerte er den Tigris und griff das römische Nordmesopotamien an. Dass zudem auch ein Einfall in Syrien erfolgte, wie ihn später Theophanes oder Johannes Zonaras beschreiben, wird in der heutigen Forschung allerdings ausgeschlossen. Diokletian wies seinen Caesar Galerius an, die Verteidigung offensiv zu gestalten, um Narseh hinzuhalten, ohne jedoch alles aufs Spiel zu setzen, bis er selbst mit Truppen aus Ägypten eingreifen konnte.
Zur ersten militärischen Konfrontation kam es, als Galerius Ende 296 oder Anfang 297 den Euphrat zwischen Carrhae (dem heutigen Harran) und Callinicum (heute Ar-Raqqah) überschritt, wobei der Caesar jedoch eine empfindliche Niederlage erlitt und sich nach Syrien zurückziehen musste. Ursache dafür war laut den römischen Quellen eine zu hastig und mit einer zu geringen Streitmacht durchgeführte Aktion. Als Diokletian in Syrien eintraf und davon erfuhr, ließ er seinen Caesar seinen Unmut spüren und zudem ihn in purpurnen Gewändern neben seinen Wagen herlaufen. Trotz dieser wohl als Demütigung zu verstehenden Geste (diese Interpretation ist in der Forschung allerdings umstritten) bekam Galerius erneut eine Chance. Er verstärkte sein Heer mit gotischen Hilfstruppen aus dem Donauraum und marschierte im Spätsommer 297 (oder Anfang 298) in Armenien ein, wohin sich Narseh zurückgezogen hatte, um die eroberten Gebiete zu sichern. Diokletian zog mit einem zweiten Heer nach Mesopotamien, einerseits um das Gebiet wieder in römische Hand zu bringen, andererseits um die südliche Flanke des Galerius zu decken.

## Verlauf

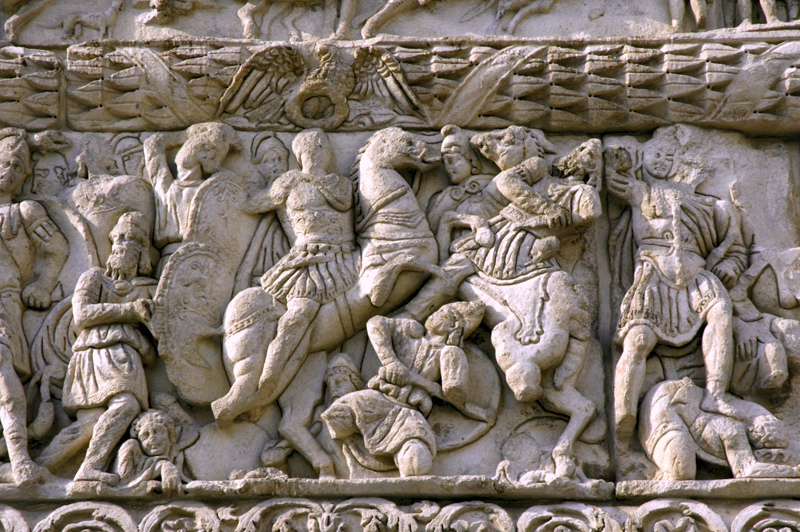
Galerius greift Narseh an. Galeriusbogen in Thessaloniki, Griechenland

Die spätantiken Autoren Eutropius und Festus geben an, dass Galerius selbst mit einigen Begleitern, in Bauerntracht gekleidet, zum Lager des Großkönigs bei Satala (heute nahe dem Dorf Sadak in der türkischen Provinz Gümüshane) aufbrach, um dieses auszuspionieren. Die Lage des Lagers legt die Vermutung nahe, dass Narseh einen weiteren Angriff, diesmal Richtung Kappadozien plante. Dass Galerius, als Teil des Herrscherkollegiums, eine so gefährliche Mission anführte, ist jedoch äußerst zweifelhaft bzw. ausgeschlossen (antike Autoren schildern gerne die angeblichen Heldentaten von Herrschern). Als gesichert gilt jedoch, dass Galerius das völlig unvorbereitete sasanidische Heer überraschend angriff und vernichtend schlug – wobei unklar ist, ob es überhaupt zu einer richtigen Schlacht kam oder ob die Perser nach der Eroberung des Lagers sogleich in Panik die Flucht ergriffen. Narseh konnte mit Mühe und Not entkommen, musste jedoch seine gesamte Familie, seinen Harem und einen beträchtlichen Teil des Staatsschatzes zurücklassen. Dies war das erste Mal seit Bestehen des Sassanidenreiches, dass man eine so herbe Niederlage gegen Rom hinnehmen musste. Die byzantinischen Chronisten Theophanes und Zonaras berichten, Galerius habe Narseh bis nach Persien hinein verfolgt, Johannes Malalas schreibt sogar bis Indien, was jedoch eine groteske Übertreibung ist.
Diokletians Beschluss, sich auf das Erreichte zu beschränken und auf weitere Eroberungen zu verzichten, ersparte dem Sasanidenreich vielleicht eine weitere Demütigung. Vermutlich hatte Diokletian aber auch einfach die Erfahrungen aus dem Feldzug des Kaisers Gordian III. vor Augen, der nach einem ersten Sieg 243 tief ins Perserreich vorgestoßen war und dort den Tod gefunden hatte. Denkbar ist zudem, dass Diokletian seinem Caesar keinen allzu großen Erfolg zugestehen wollte. In jedem Fall brach Galerius die Verfolgung ab und zog sich ins römische Mesopotamien zurück, obwohl es ihm sicher gelegen hätte, den Siegeszug des Carus zu wiederholen, der die persische Hauptstadt Ktesiphon gebrandschatzt hatte (bevor er dann im Feindesland auf rätselhafte Weise den Tod fand).
Nach der Schlacht erhielt Galerius die Erlaubnis, einen Triumphbogen in Thessaloniki zu errichten, den Galeriusbogen. Den höchst prestigeträchtigen Titel eines Persicus maximus („größter Persersieger“) allerdings, den er 298 annahm, durfte er offenbar erst in seine Titulatur aufnehmen, nachdem Diokletian 305 zurückgetreten und er selbst Augustus geworden war.

## Auswirkungen
Bei der Zusammenkunft in Nisibis (heute Nusaybin), das zwischenzeitlich von Diokletian erobert worden war, wurden die Friedensbedingungen ausgehandelt. Narseh, der seinen Vertrauten Apharban als Unterhändler nach Nisibis schickte, war darauf bedacht, die Freilassung seiner Angehörigen, die nach Daphne (ein Vorort von Antiochia) gebracht worden waren, und einen für das Sassanidenreich möglichst günstigen Frieden auszuhandeln. Auf die Worte des Gesandten, die für die Gleichberechtigung und gegenseitige Anerkennung plädierten, reagierte Galerius aber wütend: Das Schicksal des 260 in persische Gefangenschaft geratenen und dort umgekommenen Kaisers Valerian spreche eine andere Sprache. Er sicherte jedoch eine ehrenvolle Behandlung der königlichen Gefangenen zu. Ergebnis der ersten Verhandlungen war die Entsendung des magister memoriae Sicorius Probus zu Narseh, der nahe dem Fluss Asprudis in Medien weilte, um ihm die konkreten römischen Friedensbedingungen vorzulegen. Die Gesandtschaft soll lange hingehalten worden sein, um zu demonstrieren, dass das Sassanidenreich trotz der Niederlage immer noch in der Lage war, Rom die Stirn zu bieten. Der dann geschlossene Frieden von Nisibis war aber dennoch faktisch ein Diktatfrieden, bei dem sich die Römer kaum verhandlungsbereit zeigten und der den Keim für neue Konflikte in sich barg.